# エクトル・フォルト
エクトル・フォルト・ガルシア（Héctor Fort García, 2006年8月2日 - ）は、スペイン・カタルーニャ州バルセロナ出身のプロサッカー選手。プリメーラ・フェデラシオン・FCバルセロナB所属。ポジションはディフェンダー。
FCバルセロナの下部組織であるラ・マシア出身で左サイドバック・右サイドバックどちらでもプレーすることができる。

## 経歴
地元のPBアンゲラを経てラ・マシアと契約し、2022-23シーズンはUEFAユースリーグで6試合に出場した。2023-24シーズン、開幕前のヴィッセル神戸との親善試合に出場して非公式ながらトップチームデビュー。2023年8月28日にはFCバルセロナBで初出場した。
2023年12月23日、UEFAチャンピオンズリーグのロイヤル・アントワープFC戦に出場してトップチームデビューした。

## 代表歴
2023年のUEFA U-17欧州選手権にスペイン代表で出場した。

## タイトル

### クラブ
FCバルセロナ
- プリメーラ・ディビシオン : 2024-25
- コパ・デル・レイ : 2024-25
- スーペルコパ・デ・エスパーニャ : 2024-25